# جولي ريفكين
جولي ريفكين Julie H. Rivkin  (مواليد 1952) ناقدة أدبية أمريكية وأستاذة اللغة الإنجليزية في كلية كونيتيكت منذ عام 1982. اشتهرت بمنشوراتها حول النظرية الأدبية وهنري جيمس، وقد نشرت العديد من الأعمال حول كلا الموضوعين. حصلت ريفكين على بكالوريوس الآداب والدكتوراه من جامعة ييل وهي حاليا عميد مساعد للكلية في كلية كونيتيكت، وهي عضو في جمعية اللغة الحديثة، ونائبة رئيس جمعية هنري جيمس. وتشمل تخصصاتها الأخرى الأدب الأمريكي ودراسات نوع الجنس. (نشر مجلة هنري جيمس ريفيو).

## المراكز الزائفة
عام 1996 نشرت ريفكين كتابًا من المقالات بعنوان المراكز الزائفة:المنطق التمثيلي لروايات (هنري جيمس )الذي يستكشف التعقيدات النظرية في روايات هنري جيمس «السفراء، وأجنحة الحمامة، وما تعرفه مايزي، وعصر الغرائب».

## النظرية الأدبية: مختارات
عام 1998 شاركت ريفكين في الكتابة مع مايكل رايان، ونشرت نظرية أدبية:مختارات، دليل شامل إلى النظرية الأدبية المعاصرة، وهو يُستخدم في العديد من دورات النظرية الأدبية والنقد الثقافي في الجامعات والكليات من كلية دارتموث إلى جامعة تينيسي. تغطي المختارات الكبيرة مواضيع تتراوح بين الشكلية الروسية إلى عمل ما بعد البنيوية لجاك دريدا وميشيل فوكو.وقد أثرت على كتب أخرى في هذا الموضوع واستشهد بها في منشورات بروس ماكوميسكي في دراسات اللغة الإنجليزية وكذلك في كتاب ماري كلاج «النظرية الأدبية»:ودليل للحيرة ومنشورات أخرى في النظرية الأدبية.